# Tonganoxie
Tonganoxie è un comune degli Stati Uniti d'America, situato nello Stato del Kansas, nella contea di Leavenworth.